# ソーンサイ・シーパンドーン
ソーンサイ・シーパンドーン（ラーオ語: ສອນໄຊ ສີພັນດອນ / Sonexay Siphandone, 1966年1月26日 - ）は、ラオスの政治家で、ラオス人民革命党（LPRP）の党員。元LPRP議長カムタイ・シーパンドーンの息子であり、ヴィエントーン・シーパンドーンの兄弟である。2022年12月30日より第9代ラオス首相を務めている。
第8回全国代表者大会でLPRP中央委員会委員に、第10回全国代表者大会でLPRP政治局員に選出された。

## 日本との関係
2017年3月6日、閣僚級招聘により滞在中の東京で岸田文雄外務大臣と会談した。
2022年9月22日、同27日に行われた故安倍晋三国葬儀にソーンサイ副首相及び夫人がラオス代表として参列した。
2024年10月11日、ラオスを訪問した石破茂首相がソーンサイと会談し、脱炭素化に向けた協力を表明するとともに、同国内の不発弾除去に日本として取り組む方針も伝達し「今なお罪のない人々を殺傷する不発弾の除去は極めて重要だ」と強調した。
2025年、旭日大綬章受章。